# Jorge Juan I del Palatinado-Veldenz

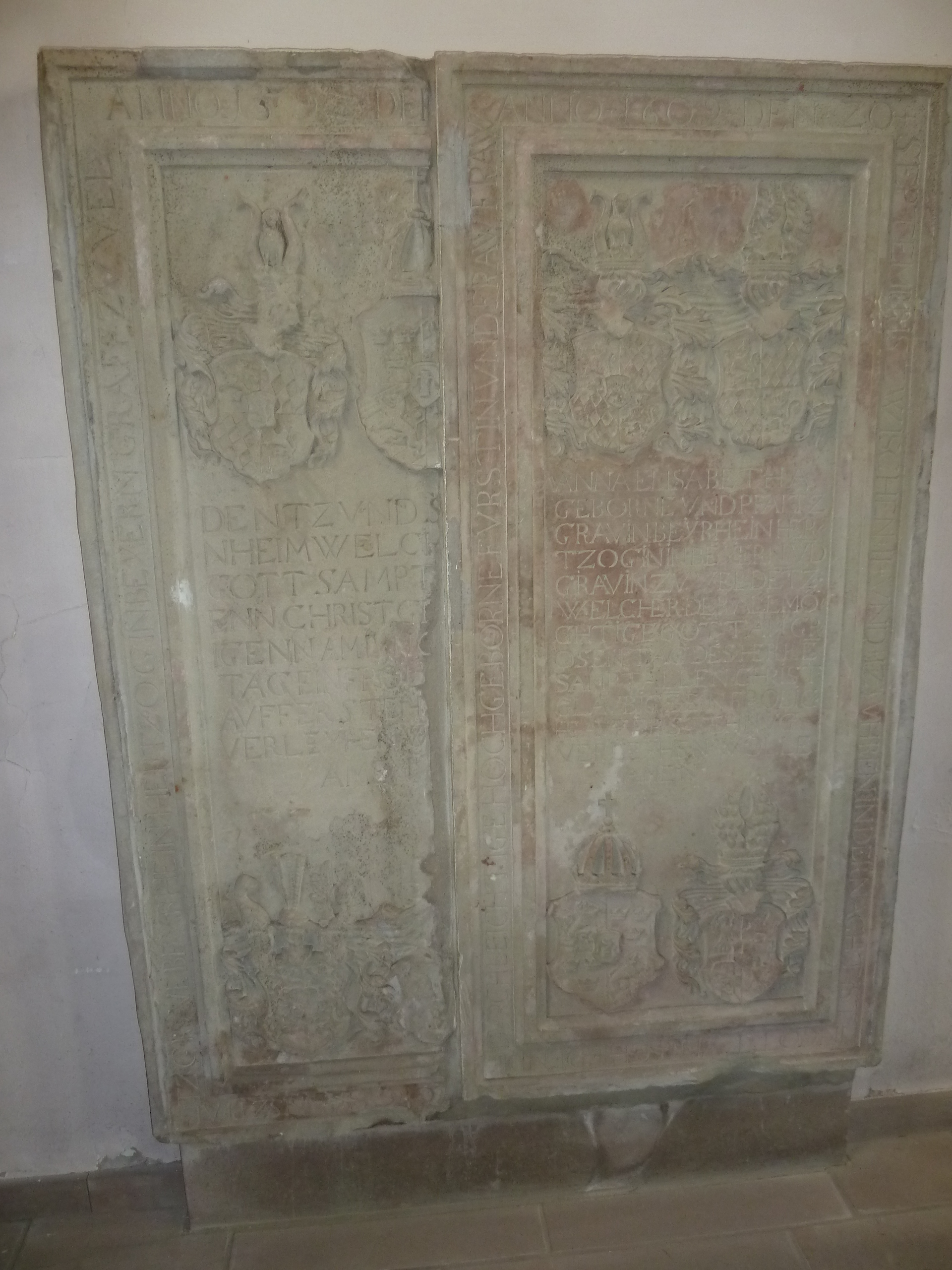
Lápida de la tumba de Jorge Juan de Veldenz.

Jorge Juan I  del Palatinado-Veldenz (en alemán: Georg Johann I.; a veces llamado George Hans; 11 de abril de 1543 - 18 de abril de 1592) fue el Duque de Veldenz desde 1544 hasta 1592.

## Vida
Jorge Juan nació como el único hijo varón de Ruperto, el Conde Palatino de Veldenz y de Úrsula de Salm-Kyrburg. Por el Contrato de Marburgo en 1443, su padre obtuvo el Condado de Veldenz de la línea de Palatinado-Zweibrücken. Al año siguiente, su padre murió (1544) y el niño de un año, Jorge Juan, le sucedió. Después, su primo el duque Wolfgang del Palatinado-Zweibrücken (1526-1569) y su madre Úrsula se convirtieron en sus regentes.
En 1552 Wolfgang, adquirió para Jorge Juan "Remigiusland" con la salida del abad de St. Remigius a Kusel y Altenglan por 8.500 florines de la Abadía de Saint-Remi en Reims. En Veldenzer había ejercido previamente como Señor feudal de la zona.
De 1557 a 1558, Jorge Juan, de 14 años, asumió el cargo de Rector Principal de la Universidad de Heidelberg. Luego viajó por Alemania, Polonia y Suecia y en 1563 se casó con Ana María de Suecia, la hija del rey Gustavo I de Suecia, comenzando una conexión de larga duración entre el electorado del Palatinado y Suecia.
En 1553 después de la Guerra de Sucesión de Heidelberg, que regulaba la herencia mutua de todas las líneas de la Casa de Wittelsbach, Jorge Juan obtuvo el condado de Lützelstein. Intentó desarrollar sus territorios alsacianos para ser el centro de su estado, lo que lo llevó a construir la ciudad de Phalsbourg (Pfalzburg) en 1570 y poblarla con refugiados protestantes del Ducado de Lorena. El proyecto era tan grande e inasequible que en 1583 se vio obligado a vender la ciudad y la mitad del condado de Lützelstein a Lorena, se realizó una recompra el 1 de octubre de 1590.
Cuando murió, dejó enormes deudas por 300.000 florines y su viuda tuvo que hacerlas pagar a los familiares con las rentas asignadas a su viudez. Jorge Juan murió en Lützelstein en 1592 y fue enterrado en la iglesia de la ciudad, años después su viuda sería enterrada en el mismo lugar.

### Matrimonio e hijos
Jorge Juan se casó en 1563 con Ana María de Suecia (1545–1610), hija del rey Gustavo I y tuvieron los siguientes hijos:
1. Jorge Gustavo (6 de febrero de 1564 - 3 de junio de 1634).
2. Ana Margarita (28 de abril de 1565 - 2 de octubre de 1566).
3. Juan Ruperto (9 de septiembre de 1566 - 1 de octubre de 1567).
4. Ana Margarita (17 de enero de 1571 - 1 de noviembre de 1621), casada en 1589 con el Conde Palatino Reichard de Simmern-Sponheim.
5. Úrsula (24 de febrero de 1572 - 5 de marzo de 1635) casada con el duque Luis III de Wurtemberg.
6. Juana Isabel (2 de octubre de 1573 -28 de julio de 1601).
7. Juan Augusto (26 de noviembre de 1575 - 18 de septiembre de 1611).
8. Luis Felipe (24 de noviembre de 1577 - 24 de octubre de 1601).
9. María Ana (9 de junio de 1579 - 10 de octubre de 1579).
10. Catalina Úrsula (3 de agosto de 1582 - 22 de enero de 1595).
11. Jorge Juan (24 de junio de 1586 - 29 de septiembre de 1654).